# 晴霽之後定是菜花盛開的好天氣
《晴霽之後定是菜花盛開的好天氣》是Parasol在2014年8月29日發售的戀愛冒險類型成人遊戲。

## 故事簡介
就讀高中「上奈木學園」的藤宮晴真，在升上二年級的春假突然發高燒住院，當他五月痊癒回到學校時，發現自己和其他同學格格不入。與此同時，晴真發現轉學生綾崎菜乃花也都不曾和任何人聊天，察覺到這點的晴真開始和菜乃花交流，兩人也因此變成好友。而晴真聽聞菜乃花想要成立園藝社的想法後，開始積極幫忙菜乃花。

## 登場角色

### 主要角色
藤宮晴真
作品男主角，上奈木學園二年級生。在春假時重病住院，當回到學校時已沒有屬於自己的立足之地，當看到身為轉學生的綾崎菜乃花同樣遭受孤立後決定向其攀談，兩人因此成為好友。家裡經營花店「春風」。
實際上春假時在百貨公司的火場中為救小孩而死去，但在青梅竹馬榊野彩菜向冥界使者時雨請求以自己的命換晴真的命後活了下來。歷史改變後，由於聽聞彩菜死去的噩耗打擊太大而失去了所有關於彩菜的記憶。
綾崎菜乃花（聲：杏子御津）
晴真的同班同學，坐在晴真後面，體型嬌小的女孩，個性開朗且和藹可親。對於園藝十分了解，並一心想要成立園藝社。
實際上是冥界使者時雨製作出來的人偶，本體是一株菜花，之後被擔心晴真狀況的彩菜拿去使用。
榊野木乃實（聲：北見六花）
上奈木學園一年級生，晴真的鄰居與青梅竹馬。因為家人工作繁忙，小時候開始幾乎都交由藤宮家照顧，現在經常在花店幫忙。
在姐姐彩菜過世前一直都留著長髮，為了不讓晴真憶起姐姐的事感到痛苦，因此將髮型剪成跟彩菜一樣，並且模仿彩菜的言行舉止。
小原花梨
上奈木學園三年級生，自稱是志願社的學姐，擔心住院的晴真，希望幫助他盡快找回自己的步調。
櫻木雨音（聲：星咲伊里亞）
晴真的同班同學，當晴真初次返回學校時最初向他搭話的女孩子。經常照顧晴真，並想要跟晴真成為朋友。

## 主題曲
片頭曲「I will」
作詞：天咲麗，作曲、編曲：iyuna，主唱：solfa feat.茶太
綾崎菜乃花片尾曲
作詞：天咲麗，作曲、編曲：iyuna，主唱：nao
榊野木乃實片尾曲「far distance」
作詞、作曲、編曲：，主唱：solfa feat.
小原花梨片尾曲「stay with you」
作詞：天咲麗，作曲、編曲：橋咲透，主唱：solfa feat.iyuna
櫻木雨音片尾曲
作詞：天咲麗，作曲、編曲：，主唱：solfa feat.miyako
榊野彩菜片尾曲「eternity」
作詞：天咲麗，作曲、編曲：橋咲透，主唱：霜月遙

## 評價
《晴霽之後定是菜花盛開的好天氣》在Getchu.com的2014年8月銷量榜上排名第2名。

## 外部連結
- 晴霽之後定是菜花盛開的好天氣遊戲官網 （页面存档备份，存于）（日語）